# ژاکلین ساسار
ژاکلین ساسار (فرانسوی: Jacqueline Sassard‎؛ زادهٔ ۱۳ مارس ۱۹۴۰) بازیگر اهل فرانسه است که بیشتر به‌خاطر بازی در فیلم‌های ایتالیایی دهه‌های پنجاه و شصت میلادی شناخته می‌شود.
مشهورترین ایفای نقشش در فیلم تصادف جوزف لوزی بود و از فیلم‌های دیگر او می‌توان به زنان ضعیف هستند و ماده آهوان اشاره کرد.